# منظار الأنف
منظار الأنف أو تنظير الأنف (بالإنجليزية: Rhinoscope)‏ هو أداة رفيعة تشبه الأنبوب تستخدم لفحص الأنف من الداخل، تحتوي على ضوء وعدسة للمشاهدة وقد تحتوي على أداة لإزالة الأنسجة.

## الأنواع
يتم إجراء تنظير الأنف بطريقتين مختلفتين:
- تنظير الأنف الأمامي
- تنظير الأنف الخلفي

### تنظير الأنف الأمامي
في تنظير الأنف الأمامي يتم إدخال منظار الأنف من خلال الأنف وذلك لفحص جوف الأنف.

### تنظير الأنف الخلفي
في تنظير الأنف الخلفي يتم أدخال منظار الأنف من خلال الفم وذلك لفحص الجزء الخلفي من جوف الأنف أعلى شراع الحنك.

## روابط خارجية
- منظار الأنف يدخل في النطاق العام لقاموس المعهد الوطني للسرطان

 تتضمن هذه المقالة مواد في الملكية العامة خاصة في المعهد الوطني الأمريكي للسرطان - "قاموس مصطلحات السرطان".